# Гранични поремећај личности
Гранични поремећај личности (F60.3) је поремећај личности који карактерише пасивна нестабилност расположења, шема „црно-белог размишљања“, нереална слика о себи и понашање на социјално неприхватљив начин. Нестабилности изазване овим поремећајем утичу на породични живот, каријеру, дуготрајно планирање осећај сопственог идентитета. Особе код којих се јавља дијагноза углавном су старији од осамнаест година живота.
Данашњи назив који носи, бордерлајн (граница, отуд и назив гранични поремећај личности), води порекло од мишљења првих психолога који су га проучавали да су особе које су патиле од њега „на граници“ између психозе и неурозе. Међутим, у тадашње време, психопатолошки систем за дијагнозу није био тако софистициран као што је данас. Због тога се тежи да се овом поремећају промени назив. Уместо бордерлајн предлаже се емоционално нестабилни поремећај личности и Међународна здравствена организација прихвата то као алтернативни назив.
Занимљиво је да се сматра како је главна јунакиња романа Ана Карењина патила од овог поремећаја личности.

## Дијагноза
Да би се дијагноза утврдила, према Дијагностичком и статистичком приручнику за менталне поремећаје потребно је да се код особе, најчешће старије од 18 година, јавља нестабилност социјалних односа, слике о себи, афеката, као и изражена импулсивност уз још најмање пет од понуђених критеријума:
1. Патолошки страх од напуштања, било стварног или умишљеног;
2. Нестабилни односи са другима, који су најчешће јако интензивни, уз сталну идеализацију и демонизацију других;
3. Нестабилна слика о себи;
4. Импулсивност у барем две активности које су аутодеструктивне. (нпр, промискуитетан секс, поремећаји исхране, повремена хиперапетиција, конзумирање дрога и алкохола, насилничка вожња);
5. Стални наврати суицидалног понашања, парасуицидални покушаји, самоповређивање;
6. Афективна нестабилност, изазван великим реактивитетом расположења, нпр, интензивна дисфорија, анксиозност или изиритираност који трају пар сати, а у ређе и до пар дана;
7. Хронично осећање празнине;
8. Немогућност контролисања беса (нпр, чести „испади“, стална љутња, честе туче);
9. Делузије, параноја или одвајање (одбрамбени механизми).

Уз овај поремећај се најчешће јављају и:
- Анксиозни поремећаји
- Афективни поремећаји
- Поремећаји исхране (као булимија или анорексија)
- Дисоцијативни поремећаји
- Ређе и соматоформни поремећаји
- Конзумирање дроге и алкохола, који је велики и најчешћи проблем код граничног поремећаја личности, и јавља се било из импулсивности или као неки вид психичког опуштања.

## Узроци
Kao и код већине поремећаја личности, нису познати. Неки сматрају да је у питању генетика (и стоји то да ако неко има 'бордерлајн' родитеља, шансе су да и та особа оболи), средински фактори или пак аномалије у мозгу. По америчким генетским истраживањима поремећаја личности код близанаца, ако један близанац пати од овог поремећаја, други близанац исто пати у 35% случајева.
Ипак, студије показују да су гранични поремећај личности и посттрауматски стресни синдром блиско повезани. Даљи докази указују на то да је развој граничног поремећаја личности блиско повезан са трауматичним детињнством; најчешће злостављањем, и то сексуалним, од стране старатеља, а такође ако су сазревајући процеси у адолесценцији били изузетно стресни.

## Лечење
Лечење код бордерлајн пацијената траје јако дуго. Лече се најчешће антидепресивима, антипсихотицима и стабилизаторима. Међутим, антидепресивима је потребно да крену да делују дуже времена него код обичне депресије.
Од психотерапија, дијалектичка бихевиорална терапија се показала као доста успешна.